# توكوغاوا يوشيمونه
توكوغاوا يوشيمونه (باليابانية: 徳川 吉宗) عاش في الفترة بين (27 نوفمبر 1684 - 12 يوليو 1751) كان ثامن شوغون في شوغونية توكوغاوا والذي حكم في الفترة بين 1716 حتى 1745. يوشيمونه هو ابن توكوغاوا ميتسوسادا، وحفيد توكوغاوا يورينوبو وابن حفيد توكوغاوا إياسو مؤسس شوغونية توكوغاوا.